# Manfred Weber
Manfred Weber (n. 14 iulie 1972, Niederhatzkofen⁠(d), Rottenburg an der Laaber, Bavaria, Germania) este Membru al Parlamentului European (MEP) pentru Germania din 2004 și membru al partidului Uniunea Creștin-Socială din Bavaria (CSU), parte al Partidului Popular European (PPE). Din 2022 ocupă funcția de Președinte al Partidului Popular European. Anterior a avut funcția de lider al grupului PPE în Parlamentul European din 2014.

## Poziții politice
Weber este cunoscut ca un politician moderat și negociator influent în politica Uniunii Europene.
Weber s-a opus cererilor premierului britanic David Cameron de a încetini integrarea europeană, afirmând că „Uniunea Europeană se bazează pe o unire tot mai strânsă a popoarelor europene.”
În 2018, a propus un bilet Interrail gratuit pentru toți cetățenii UE la împlinirea vârstei de 18 ani.
În martie 2019, partidul european PPE a suspendat afilierea partidului Fidesz al lui Orbán. Weber a fost criticat pentru lipsa de reacție în cazul campaniei de afișe a premierului ungar Viktor Orbán care viza președintele Comisiei Europene Jean-Claude Juncker. 
În iulie 2023, Weber a încercat să blocheze Legea privind Restaurarea Naturii, afirmând că aceasta ar distruge mijloacele de trai ale fermierilor și ar amenința securitatea alimentară.